# Дрангова чешма
| “                                                                                                 | Бивакът край Петрич, 16 април 1916 г. Няма умирачка, по-достойна за човека, от юначната смърт на бойното поле. Няма заслуга, по-висока от тая – да сложиш живота си за благото на родната земя. Тоя подвиг е най-възвишен, най-труден, най-свят: О, блажен е, който знай в бой живота си да сложи, свойта кръв за роден край да пролее, който може. Признателността е първа черта на благородството. Всички народи, достойни за свободен живот, високо ценят юнаците, дълбоко зачитат заслужилите, неизменно следват завета на честно падналите. И в чест на верните издигат великолепни храмове, съзиждат величествени паметници, отреждат дни, в които ги честват тържествено, поминуват ги всенародно. Вдъхновени певци прославят славните им дела в трепетни, сладкозвучни песни, които вълнуват, съживяват, ободряват потомството. Велики живописци в дивни картини обезсмъртяват безпримерните им подвизи. Всичко това е високо справедливо... дълбоко назидателно... В неудържимия си тек времето постоянно подновява. Както водите на реката, що бърза да стигне морето, едно след друго вървят поколенията. Тъй и народът се изменява в своя вървеж в бъдещето. Но това бъдеще може да бъде честито само тогава, когато достойни млади сили попълнят празнините, що безспирно отваря смъртта... Младежите са достойни, когато са възпитани в чувство на дълг. При тази отхрана най-мощни учители са загиналите предходници. Те проповядват с чистите си дела. Те назидават с безкористния си пример. Те ни думат: „Ние честно и достойно изпълнихме дълга си към целокупното българско отечество. За него страдахме. За него умряхме. Страдайте, умирайте и вие. Великото сегашно ще роди бляскаво бъдеще. За народи, верни на своя дълг, не престават светли дни...“ Мислейки така, неуморими чинове от родния полк издигнаха тая хубава чешма-паметник в чест на падналите юнаци. Всичко в тоя паметник буди мисълта ни, буйно разтупва сърцето ни! Паметникът е издигнат на граница, безжалостно прорязана през живи родни меса. Той е чешма, чиято животворна струя бликна отново, както свободата изгря в измъчената ни родина. Той е посветен на „падналите юнаци“, които пожертваха живота си за волността на брата! Той е построен от македонски деца, вчера тъжни изгнаници от своята свещена татковина, а днес волни и горди нейни защитници. Мястото, здраво и стройно изграденият паметник, надписът, буйната и чиста струя ще вещаят на потомството: Бъди силно! Бъди непоколебимо! Възвиси сърцето си – от спомените за славното минало, па самоотвержено служи, па все по-нагоре се стреми, на все по-широко криле разпростри! Паметникът е издигнат по благородния почин на командира на 2-ра дружина майор [Христо] Танушев. Той бе душата на това родолюбиво дело. Той даде плана. Той го оделотвори. С радостна готовност явиха се на помощ нашите честни и за добро отзивчиви войници. Те вложиха знанията си, труда си, сърцата си. Те искаха да направят нещо хубаво, ценно, достойно. И от ранна сутрин до късна вечер, не признавайки ни отдих, ни празник, усърдно работиха. Най-много работи 6-а рота; най-много ѝ помага 8-а рота; вложиха своя труд 4-та, 5-а и 12-а рота. Безспирно тича за мраморни плочи, цимент, сечива и др. потреби колоездачът редник Руси Георгиев. Вие, работни другари, вие, честни труженици, построихте чешмата и увековечихте паметта на „падналите юнаци“. Свидетел на усърдната ви работа, всякога и от душа се радвах, че съм честит да началствам войници, способни да побеждават и победите си да обезсмъртяват. От името на службата изказвам ви, юнаци, моята искрена, сърдечна войнишка благодарност! Живейте, за да побеждавате! Работете, за да издигнете още по-изящен паметник на заветните граници на отечествените земи! Да кажем от сърце: Бог да прости падналите юнаци! Да живеят железните и неудържими български борци! Ура! Командир [на] 5-и пех[отен] Македонски полк Подполковник Дрангов | ” |
| —Бъчваров, Т. Полковник Борис Дрангов. Организатор на 5-и п. Македонски полк. София, 1918, 44–47. | |   |

Дранговата чешма е военен паметник чешма в петричкото село Дрангово, България.
Чешмата е построена в село Покровник, днес Дрангово, в 1916 година по инициатива на командира на Пети пехотен македонски полк Борис Дрангов. Посветена е на загиналите войници от полка в сраженията при село Уланци на 25 октомври 1915 година и село Богданци на 29 ноември 1915 година. Чешмата е осветена на 16 април 1916 година. Поддържа се от община Петрич и всяка година на 16 април при чешмата се провежда военен ритуал и се отслужва панихида, на които присъстват висши военни, държавни и църковни лидери.
Върху чешмата оригинално е изписан следният надпис:
| „ | 1916 на ПАДНАЛИТѢ ЮНАЦИ от 5 пѣх. Македонски полкъ | “ |

Паметникът е включен в Регистъра на военните паметници в България.